# Unitat formadora de colònies
La unitat formadora de colònies o UFC (o a vegades també CFU de l’anglès Colony-forming unit), és un tipus d'unitat de mesura indirecta emprada per tal de realitzar una quantificació de microorganismes en mostres tant sòlides com líquides, i que poden ser d’origen natural o mostres de laboratori. És a dir, les UFC tracten d’estimar el nombre de cèl·lules bacterianes o fúngiques viables que hi ha en la nostra mostra. Aquesta mesura generalment expressa la relació a una unitat de volum (sovint expressada en mil·lilitres), tot i que també la podem trobar expressada amb una relació de massa, en el cas que ens trobem en una mostra sòlida. 
Les concentracions de les UFC s'expressen mitjançant la notació logarítmica en base 10. La fórmula emprada per extreure el nombre de colònies al cultiu és la següent:
UFC / mL = (Nº de colònies comptades * 1/factor de dilució acumulat) / volum inicial sembrat en placa

## Generalitats
El terme viables fa referència a l’habilitat de les nostres cèl·lules de multiplicar-se per fissió binària en condicions controlades, a diferència d'altres mètodes de recompte com ara la microscòpia òptica on es consideren tant cèl·lules viables com no.
Habitualment els cultius tant bacterians com fúngics contenen moltes cèl·lules viables, és a dir, que cada objecte d’estudi té una càrrega microbiana associada. A vegades aquesta càrrega implica tantes cèl·lules viables que no ens permetrien distingir-les en una placa de cultiu, és per això que en la majoria dels casos és necessari realitzar una dilució o dilucions en sèrie per tal de reduir el nombre de cèl·lules sembrades.
Aquests recomptes es duen a terme a partir de plaques cultivades dins d'uns paràmetres òptims (temperatura, nutrients, pH...) en funció d’allò que volem fer créixer. S'utilitzen plaques de Petri que contenen medis de cultius no selectius, normalment agar nutritiu. Amb aquesta sembra es pretén aconseguir el màxim de microorganismes presents. Després de la incubació durant un temps (hores o dies) i temperatura determinats, s’observarà creixement (en forma de colònies), aquest podrà ser significatiu o no. A partir del creixement es realitzarà un recompte en placa, però aquest no ens permetrà saber si aquestes s’han format a partir d’una sola cèl·lula o diverses. La teoria ens diu que cada colònia prové d'una única cèl·lula progenitora, per tant, el nombre total de colònies presents a la placa de Petri, després de la incubació, correspon a les cèl·lules presents a la mostra inicial.
Així doncs, definirem les UFC com el nombre mínim de cèl·lules separables sobre la superfície o bé dins d’un agar semisòlid que donaran lloc al desenvolupament d’una colònia visible a l’ull humà. Aquestes poden estar formant parelles, cadenes o raïms i fins i tot cèl·lules individuals.
Tot i tractar-se d'un mètode de recompte directe, la unitat de mesura resultant és indirecta i no exacta. Per tant, podrem estar subestimant la quantitat total d'UFC a causa de diversos motius. Es pot donar el cas que algunes cèl·lules s’hagin separat en el moment d’homogeneïtzar. També pot passar que els paràmetres escollits en fer la sembra no hagin estat els adequats i no hagin permès que totes les cèl·lules s’hi poguessin desenvolupar.
Per resoldre aquests problemes, hi ha altres mètodes de mesura com ho són la citometria de flux, la qual no necessita una fase de proliferació cel·lular, tot i això, encara presenta el problema de l’homogeneïtzació. Una altra alternativa és l'ús de la PCR en temps real, que quantifica el nombre de còpies d’un marcador d’ADN específic.

### Diferència entre UFC i cèl·lula bacteriana
En microbiologia, una colònia és una agrupació de bacteris, fongs o altres microorganismes, que tenen la capacitat de créixer en un medi de cultiu. Aquest creixement genera una massa (observable a simple vista o no) de morfologies i característiques determinades.
El creixement d'aquests microorganismes com a colònies depèn de molts factors que no són reproduïbles a l'hora de realitzar sembres en plaques, per això existeixen diversos models predictius que tracten d'explicar com aquest es donaria en cultius planctònics.
Tant a escala macroscòpica com microscòpica, podem observar diferències entre colònies. La teoria ens indica que una sola cèl·lula bacteriana pot esdevenir una colònia sencera per mitjà de fissions binàries, però a vegades ens podem trobar davant situacions en les quals, fent una comparativa amb mètodes directes de recompte, els resultats de les cèl·lules bacterianes totals presents són diferent dels obtinguts per tècniques indirectes. Això és degut al fet que alguns microorganismes, durant aquests processos de separació, no ho acaben de dur a terme completament, de manera que romanen unides i afecten el nombre total final de cèl·lules individuals. Això és el que genera aquestes diferències amb els mètodes directes.

### Medis de cultiu

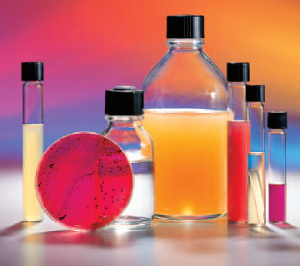
Diferents medis de cultiu pel creixement de microorganismes.

Un medi de cultiu és un conjunt de nutrients, factors de creixement i altres components que significaran les condicions necessàries per a aconseguir un desenvolupament de microorganismes, tot i que també trobem que es poden utilitzar per al cultiu de cèl·lules i teixits.
Existeix una gran llista de medis de cultiu, ja que aquests dependran de la diversitat metabòlica dels microorganismes i aquesta és molt diversa. Això implica que no existeixi cap medi de cultiu universal, sinó que en funció de l'espècie que vulguem cultivar existiran alguns millors que altres, sense la necessitat de ser exclusius.
La composició dels medis de cultiu ens permet assolir plaques que seran selectives, diferencials o bé més generals en funció dels components d'aquestes, però trobem que principalment fa ús d'agar com a substància gelificant.
El més comú per realitzar recompte de colònies és l'agar nutritiu, ja que les propietats d'aquest li permeten mantenir un comportament sòlid fins i tot a elevades temperatures, i a més a més genera un creixement de les colònies en la superfície d'aquest, cosa que permet realitzar millor el posterior recompte.

### Unitats formadores de plaques
Les UFC s'utilitzen com a eina de recompte en una gran varietat de microorganismes, però aquest llistat no inclou els virus. Això és així, ja que aquest mètode recau essencialment en l'habilitat de contar visualment un cúmul de microorganismes, fet que no poden dur a terme els virus a causa dels seus cicles infectius.
És per això que trobem un altre mètode prou similar al recompte per UFC, i aquest és el recompte d'unitats formadores de plaques (UFP; en anglès, PFU, plaque-forming unit).
Aquesta tècnica s'inicia de la mateixa manera que en una UFC, mitjançant dilucions seriades de bacteriòfags, però amb la diferència que aquests seran afegits en cultius amb bacteris. Passat un temps necessari de producció de cicles infectius lítics, es pot observar en placa calbes corresponents a zones on hi ha hagut una lisi cel·lular. Per poder fer el recompte s'ha de tenir present que cada calba representa la progènie d'un bacteriòfag, i això permet aplicar una fórmula per fer el recompte total.

## Usos de les UFC
Les UFC tenen un ús principal d'eina de recompte, i aquestes són emprades dins de molts àmbits en la ciència.

### Microbiologia Clínica
En el cas de la microbiologia clínica, utilitzar les UFC és una part essencial del diagnòstic d'una malaltia infecciosa, ja que és necessari conèixer la quantitat de microorganismes presents per poder fer un bon estudi de la relació hoste-patogen i establir un bon tractament. En funció d'aquest nombre, es podrà saber si el microorganisme en qüestió desenvoluparà un paper beneficiós o perjudicial. Aquest nombre variarà segons el tipus de microorganisme.

### Ecologia Microbiana
Aquesta quantificació també és fonamental en estudis d'ecologia microbiana per tal d'esbrinar més sobre el comportament dels microorganismes d'estudi, així com els ambients on es desenvolupen i la quantitat exacta que es troba colonitzant aquest.

### Microbiologia dels Aliments

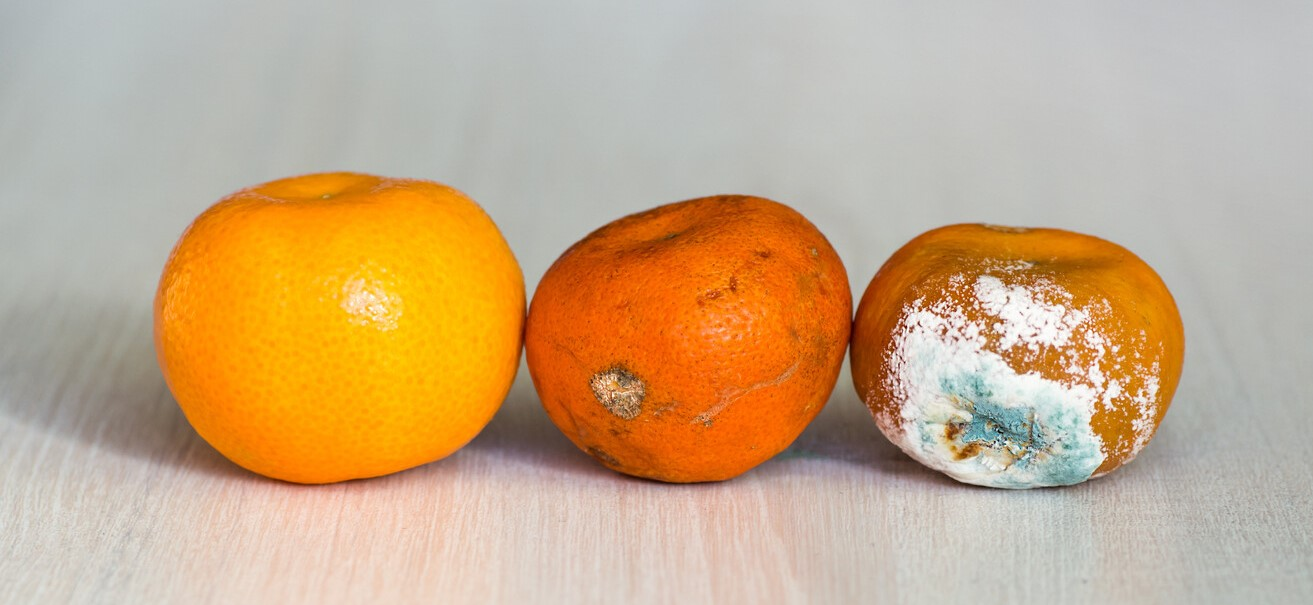
Evolució d'una mandarina infectada per un microorganisme.

És necessari establir diversos paràmetres en molts camps tant d'alimentació com ara de control d'aigües, ja que la presència o absència de microorganismes en indrets concrets ens permetran determinar la qualitat d'aquests. En el cas de l'aigua, aquestes mesures s'apliquen no únicament a la potable de consum, on s'accepta un màxim de 100 ufc/100 ml, sinó també a l'aigua de refrigeració, on els paràmetres són més elevats acceptant fins a 10.000 ufc/100 ml. En els aliments dependrà de quin estem estudiant, però també del microorganisme present.
Els aliments no són estèrils, per això es pot trobar un ampli ventall de microorganismes diferents en ells. La presència dels microorganismes no implica sempre que hi hagi un perill per la salut del consumidor, depèn del tipus i concentració dels microorganismes presents.
Els protocols d'aplicació a la indústria alimentària són molt estrictes per garantir la producció i comercialització d'aliments que no suposin un risc potencial per la salut del consumidor i, per tant, cada microorganisme té unes concentracions màximes en superfície i en l'aliment. A continuació es detallen quines quantitats de microorganismes es consideren infectives en algunes de les espècies més comunes en infeccions alimentàries.
En el cas de Listeria monocytogenes la dosi infectiva és desconeguda, però es creu que pot variar segons la soca bacteriana i la susceptibilitat de la persona exposada. Es considera que en persones sanes la dosi mínima per produir malaltia ha d'estar al voltant de 1,9x10^5 ufc/g o ml d'aliment.
Valors similars presenta un altre microorganisme molt comú en les infeccions alimentàries, Salmonella Enterica. La seva dosi infectiva oscil·la entre 10^5 i 10^8 ufc/g d'aliment, tot i que s'ha vist que dosis d'1 ufc/g poden causar malaltia. Aquests valors variaran segons l'edat de l'hoste, la seva salut i les característiques de la soca.

### Probiòtics
Les UFC també es poden utilitzar per a determinar el nombre de cèl·lules bacterianes en mostres probiòtiques. Els probiòtics són microorganismes que s'usen amb fins beneficiosos per a la salut un cop es consumeixen o bé s'apliquen en el cos. Els podem trobar en el iogurt i altres productes fermentats, en suplements dietètics o fins i tot a productes de bellesa.
En aquest cas, ocorre una mica el contrari als anteriors, ja que un nombre alt de UFC és indicador de qualitat, tot i que no depèn únicament d'aquest paràmetre. És habitual trobar que, en suplements amb un nombre més gran d'UFC, resulten en un major preu. Aquestes assumpcions s'han de tenir en consideració, pel fet que aquesta mesura no és únicament un nombre total de microorganismes.
Els suplements probiòtics habitualment consisteixen en bacteris probiòtics 'bons', i ocasionalment llevats. La mitjana d'UFC que trobem en aquests suplements es troba entre 1 i 10 mil milions per mostra, però s'ha vist algunes que fins i tot poden arribar als 100.000 milions.
La importància d'aquest recompte en suplements probiòtics recau en el fet que aquesta unitat de mesura té en compte aquelles cèl·lules viables i, per tant, ens indica la quantitat de cèl·lules beneficiàries que s'obtindran en la ingesta o aplicació d'un probiòtic.

## Sembra de microorganismes

### Dilucions

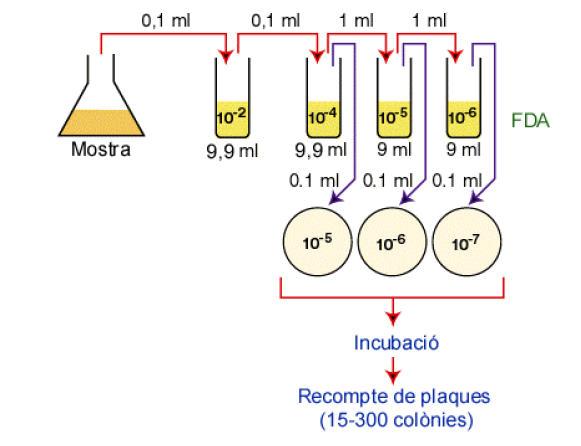
Dilució seriada i posteriorment sembrada en plaques de Petri pel recompte de les colònies.

En condicions adients de creixement, els microorganismes es multipliquen i donen lloc a poblacions tan grans que sovint esdevé un problema a l'hora de visualitzar-les o contar-les correctament. Per això, és necessari diluir-les i obtenir colònies aïllades capaces de ser comptades.
Una dilució en sèrie (dilució seriada o banc de dilucions) és una seqüència de dilucions en què es redueix la concentració progressivament. Normalment, el factor de dilució és el mateix a cada pas, per la qual cosa les concentracions de la sèrie conformen una progressió geomètrica.
La fórmula utilitzada és: 
Dilució = Volum de mostra / Volum total (Mostra + diluent)

Una vegada s'han realitzat les dilucions es procedeix a sembrar 0,1 mL (volum estàndard) de mostra de cada tub en una placa diferent. Les plaques s'acostumen a incubar durant 24h a 37Cº aproximadament (fins que les colònies són apreciables pel seu recompte).

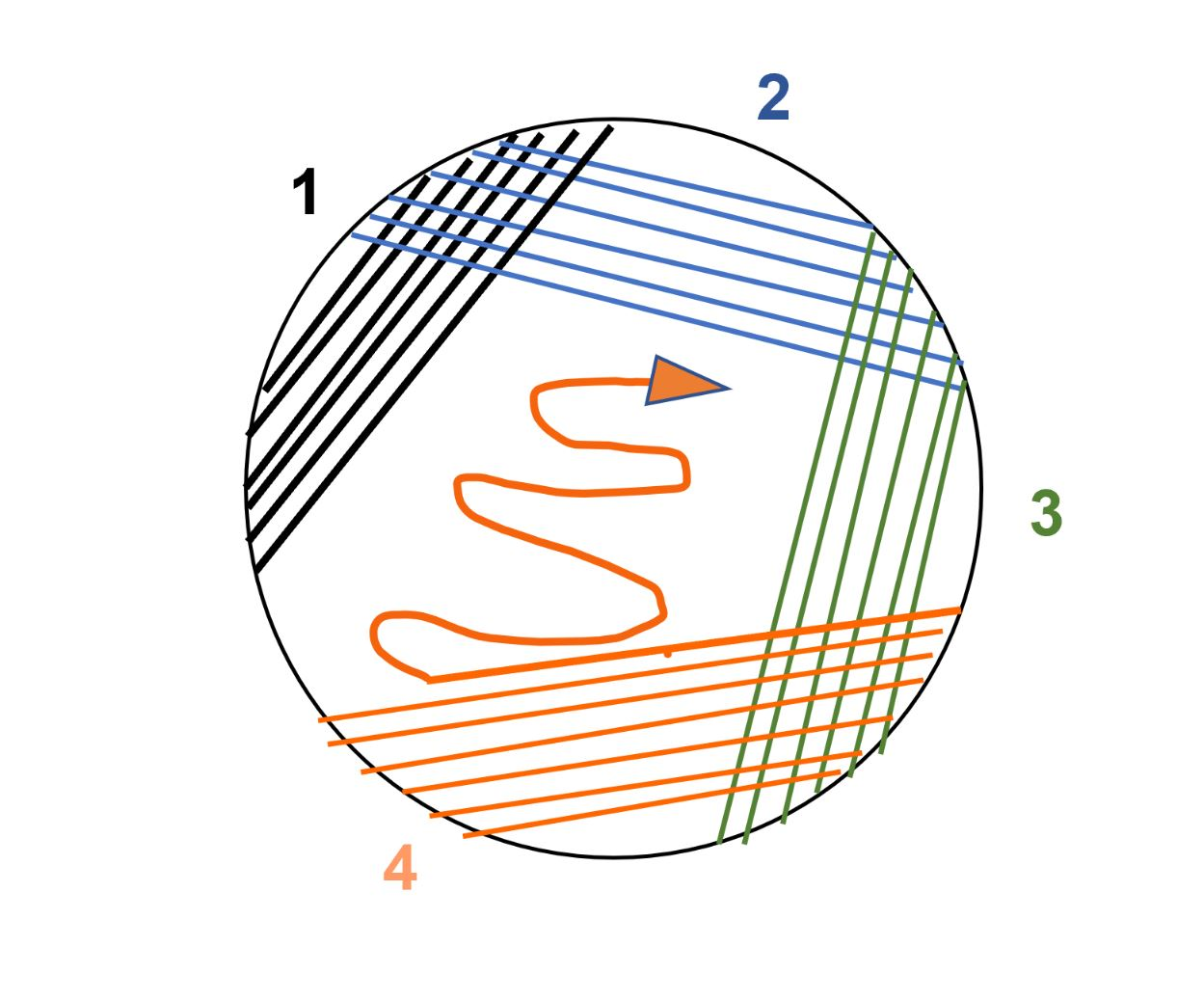
Procediment model d'una sembra en escocès en placa.

Els resultats s'expressen en unitats formadores de colònies per mil·lilitre (UFC/mL).

#### Sembra homogènia
S'agafa un volum de 0,1 mL de cultiu líquid amb la micropipeta i es diposita a la superfície del medi de la placa. Immediatament després, s'estén per tota la placa amb la nansa de Digralsky fent una lleugera pressió.

#### Sembra en escocès
Mitjançant una nansa de Kölle (prèviament esterilitzada) es pren una mostra del cultiu d'interès i es realitza una primera estria a la part superior de la placa. Seguidament, es realitzarà una nova estria (tornant a esterilitzar la nansa) a partir de la inicial. Aquest procés es portarà a terme dues vegades més amb l'objectiu d'obtenir colònies aïllades.

## Mètodes de recompte
El recompte del nombre de microorganismes d'una mostra pot calcular-se de diverses maneres. Però sempre s'haurà de tenir present que només se li donarà valor i es podran tenir en compte aquelles plaques on hagin crescut un nombre determinat de colònies (els paràmetres canviaran depenent del laboratori). Normalment, es considera adequat utilitzar entre 15 i 150 colònies, però a vegades el rang ascendeix fins a les 300. Si hi ha poques colònies en una placa es considerarà un resultat atzarós i si se'n conten moltes, hi haurà més probabilitat que hi hagi superposició de diverses UFC en una sola colònia.
El recompte d'UFC és un mètode de recompte directe de cèl·lules viables juntament amb NMP o espectrofotometria, però hi ha altres tècniques com la citometria de flux, càmeres de recompte (Neubauer i Thoma) i el microscopi que permeten fer un recompte directe de cèl·lules totals. En tots dos casos, el recompte es realitza tenint en compte la presència de cèl·lules microbianes en la mostra. Per altra banda, també és possible fer un recompte microbià amb mètodes indirectes on es detecta la presència de microorganismes mitjançant la concentració o abundància d'un component cel·lular concret (ATP, ARN, LPS o proteïnes).

### Recompte en placa o directe

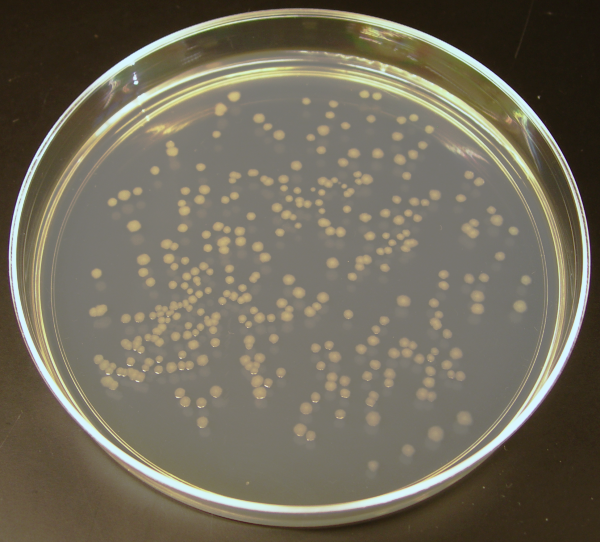
Placa de Petri amb un cultiu de cèl·lules d’E.coli, cadascun dels punts blancs sobre el medi de cultiu correspon a una colònia o unitat formadora de colònia.

El mètode més tradicional i que avui en dia segueixen utilitzant molts laboratoris consisteix a pintar o marcar amb un retolador cada una de les colònies que es localitzin en la placa mentre es van comptant. A vegades, per fer-ho menys feixuc, es pot fer servir un comptador de colònies de camp fosc. Aquest porta incorporat una llum adequada, una placa de vidre quadriculada, una lent amplificadora, un polsador i una pantalla digital on s'enregistren el nombre de cops que el tècnic polsa el comptador que seria equivalent al nombre de colònies que s'observen. Està dissenyat per al recompte ràpid i precís de les colònies de bacteris i floridures en plaques de cultiu.

#### Recompte en superfície
El recompte en placa per sembra en superfície consisteix a sembrar un volum conegut de la dissolució, normalment 0,1 mL, sobre el cultiu de la placa de Petri. Mitjançant aquest mètode, les colònies o UFC creixen sobre la superfície del medi i es poden comptar mitjançant mètodes tradicionals, ja que s'observen bé. S'ha d'assumir que cada colònia es desenvolupa a partir d'una única cèl·lula viable. Generalment, s'utilitza aquest procés pel recompte de bacteris aerobis.
Fórmula: UFC/mL = C (colònies comptades) * D (1/factor de dilució acumulat) * 10 (1/0,1mL sembrats)

#### Recompte en massa o profunditat
El recompte en placa per sembra en profunditat consisteix en afegir al medi de cultiu fos 1 mL de dissolució de microorganismes i sembrar-ho posteriorment a una placa de Petri. Quan l'agar es refreda, s'incuba la placa i les colònies es desenvolupen tant a l'interior de l'agar com a la superfície. Generalment, s'utilitza aquest procés pel recompte de bacteris anaerobis facultatius o microaeròfils.
Fórmula: UFC/mL = C * D * 1 (1/1 mL sembrats)

#### Recompte per filtració
El recompte per filtració en placa consisteix a filtrar la dissolució o medi on es troben les cèl·lules d'interès per tal de concentrar-les, aquestes queden retingudes en una membrana o filtre. A continuació s'incuba la membrana amb el medi adequat perquè els microorganismes puguin desenvolupar-se, això permetrà realitzar el recompte de colònies. És útil per quan la càrrega microbiana és baixa i, per tant, si s'utilitzessin altres mètodes possiblement no s'observaria suficient creixement.

## Eines per comptar colònies
Com s'ha d'escrit en l'apartat anterior, tradicionalment el recompte de colònies s'ha realitzat amb l'ajuda d'un bolígraf o retolador. Aquesta tasca pot resultar molt laboriosa i pesada, portant a invertir-hi més temps del que caldria. És per això, que amb l'avenç de les noves tecnologies, s'han anat desenvolupant sistemes alternatius que substitueixen aquest recompte tradicional per altres de més productius.

### Software per comptar UFCs
Permet realitzar un recompte a partir de fotografies de plaques mitjançant diferents eines. Això suposa una reducció del temps de recompte, ja que és molt més ràpid fer una fotografia que no pas comptar una a una cada colònia.
Hi ha diversos softwares capaços de portar a terme aquesta funció, però els més rellevants són:
- NIST's Integrated Colony Enumerator (NICE): està dissenyat per comptar colònies fosques de múltiples regions d'interès en una placa d'agar.[35]
- Image J: com a tret distintiu respecte la resta de softwares de recompte, permet dur a terme diferents recomptes d'una mateixa placa. És a dir, suma el nombre de colònies noves al recompte realitzat prèviament.[36]
- Open CFU: és d'ús gratuït i permet fer recomptes des de l'ordinador personal. A més es tracta d'un programa molt robust, precís i ràpid.[37]
- Cell Profiler: té la capacitat d'identificar i mesurar una gran varietat d'elements biològics a partir d'imatges. Pot ser útil en altres processos com: recompte i classificació de llevats, quantificació de cèl·lules tumorals de ratolí, assajos de respostes a ferides... A més de realitzar recompte, pot mesurar un gran espectre de variables com la seva localització en la imatge, intensitat de color, textura, mida, nombre de cèl·lules o colònies veïnes.[38]

### Sistemes automatitzats
Al llarg de nombrosos apartats d'aquesta pàgina s'ha recalcat el laboriós procés que constitueix el recompte manual en placa, a més aquest procés pot portar fàcilment a l'aparició d'errors. Hi ha una tendència a analitzar només dilucions molt grans del cultiu original, ja que aquestes presenten menys colònies per comptar. Aquesta anàlisi de dilucions molt grans, pot provocar que errors mínims en el recompte manual generin un biaix significatiu en el nombre de colònies presents en el cultiu original.
A més, molts cops només es realitza un recompte de regions concretes, realitzant-se una extrapolació del nombre de colònies de la resta de la placa. Un altre problema present en la majoria de cultius és la presència de colònies sobreposades donant lloc a resultats de recompte erronis.
S'han realitzat nombrosos estudis dirigits a elaborar sistemes automatitzats de recompte de colònies de bacteris, sobretot de microorganismes amb un paper important en la patogènia en humans (Streptococcus pneumoniae, Moraxella catarrhalis, Pseudomonas aeruginosa...). Un altre dels objectius d'aquests estudis és aconseguir sistemes que siguin fàcils de fer funcionar per part dels tècnics i amb un cost no gaire elevat.

#### Hardware de recompte de colònies

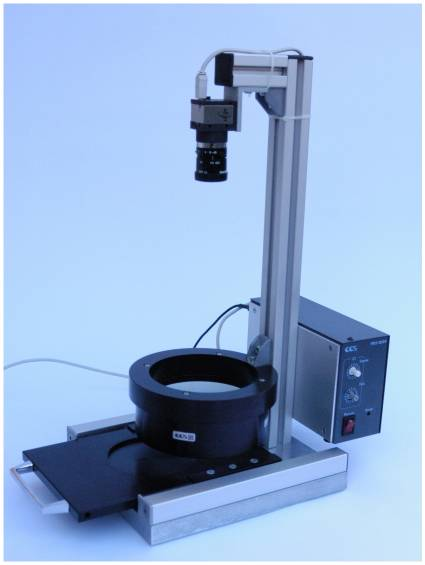
Aparell automatitzat pel recompte de colònies.

El sistema al complet consta de diferents components. La zona de la base està constituïda per una placa d'alumini amb un suport per retirar i inserir plaques de petri. Aquesta estructura està dissenyada per minimitzar la dispersió de la llum, la qual serà subministrada per una font d'alimentació amb un atenuador. Finalment, el sistema consta d'una càmera connectada via USB a un ordinador, serà la que ens permetrà obtenir una imatge de la placa sobre la qual realitzarem el recompte.

#### Il·luminació
Un component essencial d'aquests sistemes automatitzats és l'elecció del tipus d'il·luminació que s'utilitza. Com les colònies, habitualment, estan lleugerament elevades de les superfícies d'agar s'usa un tipus d'il·luminació que rep el nom de "Blue dark field illumination". Aquest tipus d'il·luminació, a partir d'estudis comparant-la amb altres, s'ha vist que és la que permet la millor discriminació de colònies respecte al medi que l'envolta.

#### Algoritme de segmentació de colònies
Després de capturar la imatge del conjunt de colònies que formen la placa de cultiu, cal discriminar unes colònies d'altres. Per fer-ho, primerament s'ha de donar un preprocessament mitjançant un filtre que s'anomena "Top-Hat". Aquest filtre és utilitzat per destacar objectes d'interès clars en un fons fosc. Finalment, per poder obtenir el recompte final de colònies, s'utilitza un classificador Bayes. Aquest tipus de classificador, es basa en el teorema de Bayes (com bé indica el seu nom) i es caracteritza per assumir que la presència o absència d'una característica concreta no està relacionada amb la presència o absència del qualsevol altra característica. És essencial realitzar aquest pas, per tal de separar aquelles colònies que es troben sobreposades o molt pròximes entre elles.
Cal tenir en compte que els algoritmes utilitzats en aquests sistemes automatitzats de recompte de colònies són molt complexos i consten de més passos dels que s'han esmentat en aquesta pàgina. A més dels mencionats, es donen diversos processos d'anàlisi geomètric, purificació d'imatge i eliminació d'errors.

## Mètodes alternatius
S'ha comentat anteriorment que el mètode preferit per l'anàlisi quantitativa de la població de cultius purs i mixtes es basa en la sembra en placa de dilucions en sèrie i el recompte posterior d'unitats formadores de colònies. En els darrers anys, han guanyat popularitat una sèrie de mètodes alternatius d'alt rendiment (HT) que es basen en la PCR quantitativa, l'etiquetatge fluorescent o el sondeig del genoma amb microarrays.
Un exemple d'aquests mètodes esmentats és el recompte de partícules bio-fluorescents (BFPCs). Es tracta d'una tecnologia innovadora basada en l'autoflorescència intrínseca dels microorganismes. S'utilitza un làser (a 450 nm) per excitar molècules biològiques i detectar la fluorescència emesa per la mostra. Aquesta mostra pot ser monitorada per uns analitzadors que poden calcular la mida de cada colònia i la intensitat de la seva fluorescència. L'avantatge principal d'aquest mètode respecte a les tècniques tradicionals és el fet que no hi ha necessitat de preparar la mostra ni manipular-la. A més aquest sistema té la capacitat de diferenciar entre partícules inertes i elements biològics.
L'inconvenient d'aquests mètodes d'alt rendiment és que requereixen l'ús d'equips especials i un ampli desenvolupament de nous protocols. A més, alguns són poc compatibles amb substrats complexos i mostres ambientals. És per això que avui dia se segueix utilitzant el recompte tradicional com a estratègia principal.

## Unitats alternatives
A més d' unitats formadores de colònies (UFC), també es poden utilitzar els següents paràmetres:
- Nombre més probable (NMP): mètode per fer un recompte de cèl·lules viables en concentracions baixes de cèl·lules o quan el recompte mitjançant UFC no és pràctic.[49][50]
- Unitats fishman modificades (UFM): mètode que té en compte els bacteris viables, però no cultivables, a l'hora de dur a terme el recompte.[50]